# Admir Medjedović
Admir Medjedović (* 25. September 1985 in Mostar) ist ein österreichisch-bosnisch-herzegowinischer ehemaliger Fußballspieler.

## Karriere
Medjedović begann seine Karriere in der Jugendmannschaft des Kapfenberger SV. 1994 bis 1996 spielte er bei Atus Bärnbach in der Steiermark, ehe er von 1996 bis 2005 in der Jugend des GAK aktiv war. Seit dem Winter 2011 bis zum Sommer 2021 war er beim steirischen Landesligisten TSV Pöllau unter Vertrag. Seit Sommer 2021 ist er beim Unterligisten Sv Hausmannstätten unter Vertrag. Seit 1. Oktober 2021 ist er auch Trainer der Kampfmannschaft des Sv Hausmannstätten.
Von der Jugendabteilung der Rotjacken wechselte er 2005 zum steirischen Landesligisten UFC Fehring. 2006 kehrte er nach Kapfenberg zurück und wurde in der ersten Mannschaft zweimal eingesetzt. Zwischen 2006 und 2007 war er beim ASK Köflach und bei USV Allerheiligen in der Regionalliga Mitte tätig. 2007 kam es zu einem kurzen Abstecher in die Niederlande als er bei AGOVV Apeldoorn spielte.
2008 ging er zum SV Wienerberger und kehrte daraufhin in die Steiermark zurück und spielte beim Deutschlandsberger SC (Landesliga), USV Unterlamm (Oberliga) und beim SV Bad Waltersdorf von der Landesliga abwärts in die Unterliga (6. Spielklasse). Nach 13 Toren in zwölf Spielen in Bad Waltersdorf wurde er vom Kärntner Bundesligisten SK Austria Kärnten unter Vertrag genommen. Sein Debüt in der höchsten österreichischen Spielklasse gab der Stürmer am 27. Februar 2010 gegen seinen Ex-Klub Kapfenberger SV, als er in der 88. Minute für den Argentinier Fernando Troyansky eingewechselt wurde. Das Spiel endete 0:1.